# ВТН-73
ВТН-73, при закладке «Луга» — малый морской танкер, многофункциональное судно портового обслуживания проекта 03180 Черноморского флота ВМФ России.

## ТТХ
Суда проекта 03180 предназначены для бункеровки судов различными видами топлива, сбора нефтесодержащих, сточных, льяльных вод, сбора твердого мусора и пищевых отходов, перевозки и постановки буев, обслуживания плавучих средств навигационного ограждения, ликвидации разливов нефти, перевозки грузов. С ростом экологических требований к кораблям и судам в национальных и международных водах, ростом цен на сбор всех видив отходов и штрафов за нарушения в этой сфере ВМФ России заказал серию из 4 таких судов. На судах применяются моющиеся раздельные грузовые танки, что позволяет одновременно перевозить различные виды жидких грузов, и в короткое время производить их смену. Суда проекта 03180 оснащены современным оборудованием — в том числе для движения и управления используется поворотный винто-рулевой комплекс Rolls-Royce US 155, приводимый от двух дизель-генераторов Caterpillar С32, носовое подруливающее устройство туннельного типа, TAC 75, фирмы ABS, мощностью 75 кВт.
Судно имеют длину 49,9 м, ширину 12 м, полное водоизмещение 2290 т и грузоподъемность 1200 т. В палубного оборудование входит носовой якорно-швартовный электрический брашпиль фирмы Adria Winch, мощность привода 12,5 кВт, кормовой шпиль NS 904—002 фирмы Adria Winch, тягой 50 кН, палубный кран PK 50002M, Palfinger, грузоподъемностью 2,5 тонны на вылете стрелы 13,8 метра.
Малый морской танкер проекта 03180 имеет: систему приема и выдачи грузового топлива, нефтесодержащих и сточных вод стационарными погружными насосами, систему подогрева груза паровыми подогревателями, автономную для каждого танка; газоотводную систему грузовых танков, систему мойки грузовых танков стационарными моечными машинами, и систему водопенного тушения двумя лафетами стволами.
- Водоизмещение: 2290 т.
- Размеры: длина — 49,9 м, ширина — 14 м, осадка — 5 м.
- Скорость полного хода: 9 узлов.
- Дальность плавания: 1500 миль.
- Силовая установка: 2 дизеля по 1320 л. с., 2 винто-рулевых колонки.
- Грузоподъемность: 1200 т.
- Экипаж: 14 чел[1].

## Служба
Малый морской танкер «Луга» был заложен на ОАО Ленинградский судостроительный завод «Пелла» в посёлке Отрадный (заводской № 303). Был спущен на воду 11 января 2014 года, по внутренним водным путям был переведен на Черноморский флот. В 2014 году танкер получил новое наименование ВТН-73. 16 февраля 2015 года танкер прибыл в пункт базирования Севастополь. 4 марта 2015 года на судне был поднят Военно-морской флаг. В настоящее время судно входит в состав 205-го отряда управления вспомогательного флота, с базированием на Южную бухту Севастополя.
5.02.2019 в Чёрном море корабли прошли специальное учение, были задействованы малый противолодочный корабляь "Ейск" и многоцелевое судно обеспечения ВТН-73. Экипажи провели специальное учение по приёму и передаче запасов материальных средств между кораблями, экипаж ВТН-73 отработал доснабжение МПК "Ейск" на ходу до полных норм в море различными видами ГСМ и материальных средств траверзным способом.

## Командиры и капитаны
- капитан 2-го ранга запаса Александр Кашалаба[1]